# Positions (chanson)
Pour les articles homonymes, voir Position.
Singles de Ariana Grande
Rain on Me
(2020) 34+35
(2020)
Positions est une chanson de la chanteuse américaine Ariana Grande sortie le 23 octobre 2020 sous le label Republic Records et apparaît sur l'album homonyme. 
C'est une chanson R&B construite autour de rythmes Trap, de guitare et de violon, voyant Grande étendre des ouvertures romantiques à son amour. Les critiques sont plutôt positives avec des compliments pour le son léger et doux. 

## Sortie
Le 14 octobre 2020, Grande annonce sur son compte Twitter que son album sera dévoilé dans le mois. Quelques jours plus tard, elle poste un extrait de vidéo au ralenti dans laquelle on la voit taper le mot « positions » sur un clavier. Un compte à rebours est lancé sur son site internet. La chanson est révélée le 23 octobre 2020.

## Composition
La chanson est de genre pop, RnB contemporain avec des éléments trap. Les paroles racontent que Ariana Grande décrit son engagement envers son petit-ami et sa volonté d'essayer de nouvelles choses pour lui tandis que le refrain comporte des sous-entendus sexuels. L'instrumentation de la chanson comprend des pincements de guitare, un alto en pizzicato, de la batterie et le son du chant des grillons.

## Clip
Le clip est sorti en même temps que la chanson le 23 octobre 2020 et est réalisée par Dave Meyers. Le clip représente Ariana Grande dans le rôle de la présidente des États-Unis. Le concept de la vidéo est imaginé par le mari de la chanteuse, Dalton Gomez. De nombreuses scènes de la vidéo sont filmées à la Bibliothèque présidentielle Richard-Nixon à Yorba Linda, en Californie.

## Crédits et personnel
Crédits adaptés de Tidal et des notes du CD. 
- Ariana Grande - chant, voix de fond, composition, production vocale, arrangement, ingénierie
- London on da Track - composition, production
- Tommy Brown - composition, production
- M. Franks - composition, production
- James Jarvis - composition, guitare
- Nija Charles - composition
- Angelina Barrett - composition de chansons
- Billy Hickey - ingénierie
- Serban Ghenea - mixage
- Randy Merrill - mastering
- Wendy Goldstein - A&R
- Kenneth Jarvis III - A&R

## Classements et certifications

### Classements

#### Amérique du Nord
Positions se place en tête du classement Billboard Hot 100, devenant le cinquième single numéro un de la chanteuse aux États-Unis, en tête du classement streaming avec 35,3 millions d'écoutes et en deuxième place du classement numérique avec 34 000 téléchargements au cours de la première semaine de sortie. Grande bat son record du plus grand nombre de titres en première place de l'histoire, tout en devenant la première artiste dont ces titres ont tous débuté en tête de classement et dans la même année civile, avec les singles Stuck with U en duo Justin Bieber et Rain on Me en duo avec Lady Gaga. Elle devient ainsi la première artiste après Drake mais la première femme après Rihanna et Katy Perry, à avoir des titres en première place des classements. C'est également la dixième chanson à être classée numéro un en 2020,,.
Au Canada, la chanson entre dans le classement Canadian Hot 100 en première place, devenant le cinquième single numéro un de la chanteuse dans le pays.

#### Europe
Au Royaume-Uni, Positions se retrouve en tête du classement UK Singles Chart, devenant ainsi la septième chanson numéro un de la chanteuse dans le pays. Le titre récolte plus de 61 000 téléchargements numériques et 7,6 millions d'écoutes au cours de sa première semaine de sortie.